# غورد بالدوين
غورد بالدوين هو لاعب هوكي جليد كندي، ولد في 1 مارس 1987 في وينيبيغ في كندا.

## وصلات خارجية
- غورد بالدوين على موقع دوري الهوكي الوطني (الإنجليزية)
- غورد بالدوين على موقع EliteProspects.com (الإنجليزية)
- غورد بالدوين على موقع HockeyDB.com (الإنجليزية)